# Apostolo

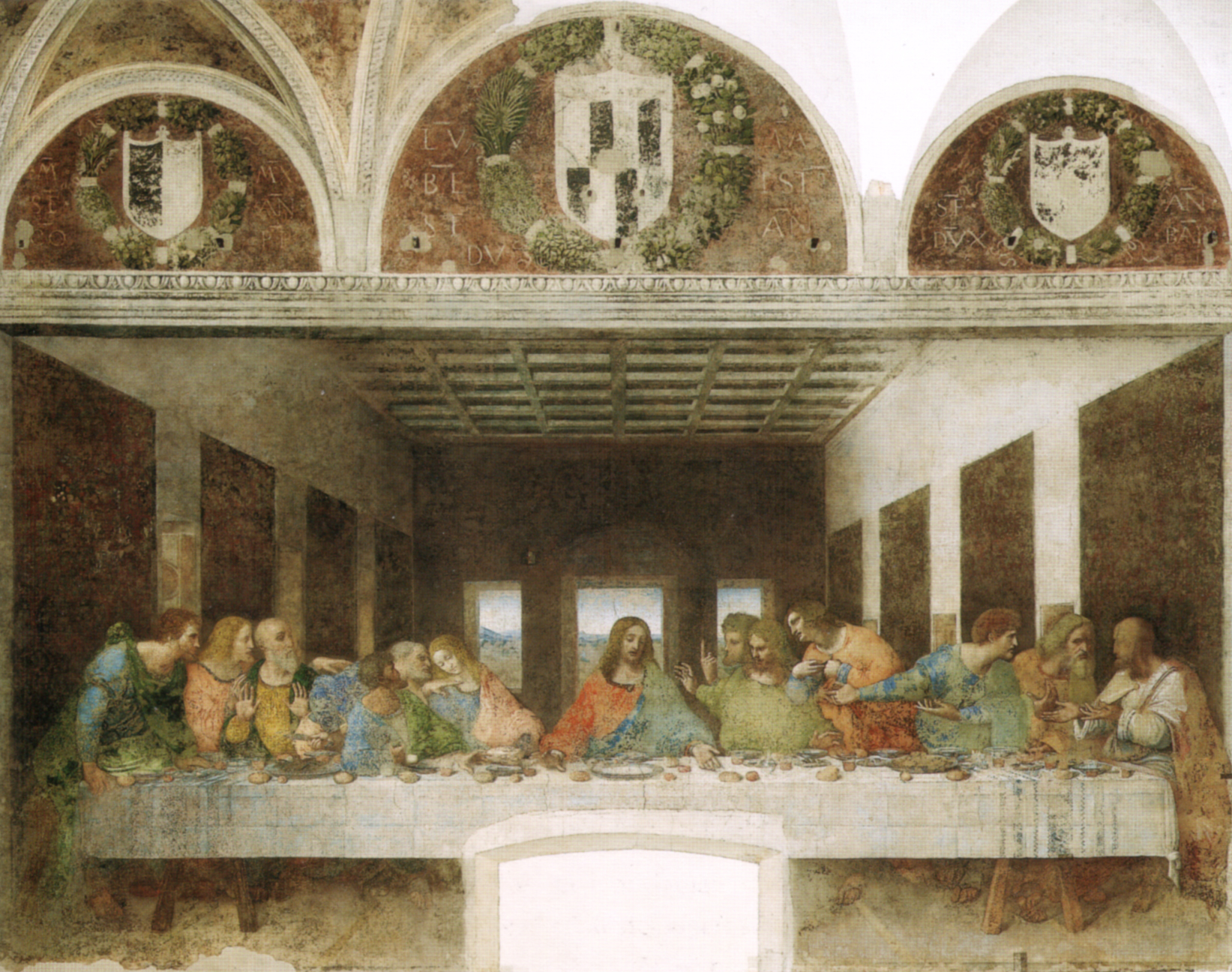
Cristo e i dodici apostoli nell'Ultima Cena di Leonardo da Vinci

Gli apostoli di Gesù Cristo (dal greco ἀπόστολος, apóstolos: "inviato", "messaggero"), come descritto nel Nuovo Testamento, sono i discepoli costituiti da Gesù per dare continuità al messaggio della salvezza da lui proclamato. Egli ne scelse dodici come il numero delle tribù di Israele. 
Dopo il tradimento e la morte di Giuda Iscariota, il numero originario fu ristabilito prima della Pentecoste con l'elezione di Mattia. Oltre al gruppo dei dodici, Paolo di Tarso (Galati 2,8) è riconosciuto da tutti i cristiani un apostolo di Cristo (il tredicesimo); così come per la Chiesa cattolica lo è pure Barnaba.

## Gli apostoli nel Nuovo Testamento

### La scelta dei primi apostoli nei vangeli
Nei vangeli canonici si ravvisano delle discrepanze in merito al luogo, ai nomi e al momento in cui i primi apostoli furono scelti. Relativamente al luogo, secondo i vangeli sinottici, Gesù scelse i suoi primi apostoli presso il Lago di Tiberiade, detto anche Lago di Genezareth, in Galilea, nel Nord della terra d'Israele, al contrario del Vangelo secondo Giovanni che colloca l'avvenimento vicino al luogo del suo battesimo nei pressi di Betania nel Sud del paese, a circa 150 chilometri dal Lago di Tiberiade. 
Inoltre, in relazione al momento, il Vangelo di Giovanni fa operare la scelta a Gesù quasi subito dopo il suo battesimo, mentre invece i vangeli sinottici pongono l'avvenimento parecchio tempo dopo, visto che Gesù avrebbe prima passato anche quaranta giorni nel deserto. Infine, anche i nomi dei primi apostoli scelti non coincidono tra la versione sinottica e quella giovannea.
Secondo alcuni commentatori, queste divergenze non sarebbero completamente inconciliabili. È possibile infatti che il primo incontro di Gesù con Andrea, Pietro e Giovanni (che secondo la tradizione è il discepolo di cui non viene citato il nome) sia avvenuto a Betania poco dopo il suo battesimo, come raccontato dal vangelo di Giovanni. Dopo il ritorno in Galilea sia di Gesù che dei suoi futuri discepoli (che dopo l'arresto di Giovanni Battista sarebbero tornati nella loro città riprendendo il mestiere di pescatori), sarebbe avvenuto sul Lago di Tiberiade un nuovo incontro da cui sarebbe scaturita la chiamata definitiva, da parte di Gesù, dei tre uomini (con l'aggiunta di Giacomo, fratello di Giovanni), come raccontato dai vangeli sinottici
I vangeli sinottici descrivono in seguito la chiamata di Matteo (non raccontata dal vangelo di Giovanni), mentre il vangelo di Giovanni descrive le chiamate di Filippo e Bartolomeo (non raccontate dai sinottici).

### Differenze col rabbinismo
I rabbini dell'epoca erano scelti dai loro discepoli in base alla loro fama; dopo un periodo di studi, i discepoli diventavano a loro volta rabbini. Nessun rabbino metteva in discussione l'autorità di Mosè e della legge mosaica, ritenute fondamento dell'autorità rabbinica e profetica.
Diversamente dai rabbini, Gesù chiama i suoi discepoli uno ad uno (Giovanni 15,16). Ai discepoli è richiesto di abbandonare i loro beni e le loro famiglie. Le donne con i figli dovevano tornare dai propri genitori, fatto che era ritenuto un disonore. La missione cui erano chiamati era più importante (Matteo 10,37-42}). Nel Discorso della montagna Gesù si pone all'altezza della legge mosaica ("avete inteso che fu detto...ma io vi dico...")

### Gli apostoli nei vangeli sinottici
I vangeli sinottici concordano nel riferire che Gesù formò tra i suoi seguaci un gruppo ristretto di dodici persone, per fare con loro vita comune e per mandarli in seguito a predicare il suo messaggio. Queste persone furono chiamate apostoli, termine che significa "inviati". Di questo gruppo facevano parte: le due coppie di fratelli Pietro - Andrea, e Giacomo il Maggiore - Giovanni, Giacomo il Minore, fratello, Giuda Taddeo (forse fratello di Giacomo il Minore e quindi anch'egli cugino di Gesù), l’ex esattore delle tasse Matteo, e altri cinque discepoli i cui nomi non erano stati citati in precedenza, cioè Filippo, Tommaso, Giuda Iscariota, Bartolomeo, Simone il Cananeo (detto lo Zelota nel vangelo di Luca).
In Marco e Luca la distinzione tra apostoli e discepoli è più marcata: i discepoli sono un gruppo più grande, che comprende il gruppo più ristretto dei dodici. Luca cita anche un gruppo di settanta discepoli, mandato in missione da Gesù. In Matteo la distinzione tra apostoli e discepoli è invece più attenuata, al punto che l’espressione "i dodici" finisce gradualmente per passare in secondo piano in favore dell’espressione "i discepoli".

### Gli apostoli negli Atti degli Apostoli
L'inizio degli Atti degli Apostoli parla di undici apostoli ossia:
Pietro e Giovanni, Giacomo e Andrea, Filippo e Tommaso, Bartolomeo e Matteo, Giacomo di Alfeo e Simone lo Zelòta e Giuda di Giacomo.
Manca, rispetto al Vangelo di Luca, Giuda Iscariota che è morto dopo aver tradito Gesù; dopo l'Ascensione di Gesù un dodicesimo apostolo, Mattia, viene integrato per sorteggio su iniziativa di Pietro (At 1,21-22).

### Gli apostoli nel Vangelo di Giovanni
Il Vangelo di Giovanni non riporta l'elenco degli apostoli, e ne cita più o meno esplicitamente otto, più un altro la cui identificazione non è univoca:
- Simone di Giona, originario di Betsaida di Galilea, da Gesù soprannominato Pietro in 1,42[15], è citato come Pietro in 1,44;6,68;13,6-9;13,24;13,36-37[16] oltre che in un intero episodio a lui riferito 18,10-27[17], nel racconto della visita alla tomba di Gesù 20,1-10[18], nell'ultimo capitolo del vangelo 21[19], e anche in 1,40;6,8[20] dove Andrea viene detto "fratello di Pietro" (mostra tutti[21])
- Andrea, citato in 1,40;6,8[22] come fratello di Pietro
- Filippo di Betsàida di Galilea, citato in 1,43-49;6,5-7;12,21-22;14,8-9[23]
- Tommaso, viene dichiarato più volte che egli era detto "dìdimo" (11,16;20,24;21,2[24]), parola che significa gemello; originario di Rama in Giudea.
- Giuda, figlio di Simone Iscariota, un giudeo, citato in 6,70-71;12,4;13,2;13,26[25]. Probabilmente originario di Keriot, da cui il nome. Ish Kariot significa appunto uomo di Keriot, località a sud di Gerusalemme, al confine della Giudea.
- Natanaele di Cana (1,45-49;21,2[26]), tradizionalmente identificato con il Bartolomeo degli altri vangeli (Bartolomeo significa in ebraico figlio di Tolomeo)
- due "figli di Zebedeo" (Giacomo e Giovanni, secondo gli altri Vangeli) uno dei quali, Giovanni, coinciderebbe con il "discepolo prediletto" - tradizionalmente considerato l'autore del quarto Vangelo - al quale Gesù, dalla croce, affidò sua madre (13,23-25;21,20-22[27]),
- viene citato anche "Giuda, non l'Iscariota" in 14,22[28], cioè probabilmente Giuda Taddeo, fratello di Giacomo.

Rispetto ai sinottici, non sono riportati i nomi di Matteo, Giacomo di Alfeo e Simone il Cananeo. E' anche possibile (Jeremias e Rossé) che Taddeo di Marco fosse il soprannome di Giuda di Giacomo (di Luca), data la cattiva reputazione del nome 'Giuda' nelle prime comunità cristiane.
In Giovanni non è indicato esplicitamente il numero degli apostoli, ma si dice che Giuda Iscariota era "uno dei Dodici":

### I nomi dei Dodici
I nomi dei Dodici differiscono parzialmente tra i vari elenchi dati nel Nuovo Testamento e, secondo gli esegeti curatori del "Nuovo Grande Commentario Biblico", "fa bene riflettere sul fatto che in seguito fu ricordato ben poco della maggior parte dei membri di questo gruppo che un tempo era così importante"; gli stessi esegeti osservano come oltre a Luca 6,14-16 "troviamo altre liste dei Dodici in Marco 3,16-19; Matteo 10,2-4; Atti 1,13" e "in verità, le liste dei Dodici hanno continuato a mescolare i nomi". Gli studiosi dell'interconfessionale Bibbia TOB notano come la tradizione avrebbe cercato di far coincidere alcune divergenze; ad esempio, nel caso di Natanaele "alcune tradizioni l'identificano con l'apostolo Bartolomeo, ma senza fondamento", oppure il caso di Taddeo che altri manoscritti nominano come Lebbeo o Giuda figlio di Giacomo o Giuda lo Zelota e tali esegeti ritengono che "la soluzione più semplice è che ogni sinottico abbia avuto un nome differente per l'undicesimo apostolo" ed "è del resto poco probabile che questi nomi indichino lo stesso personaggio", anche perché tutti di origine semitica mentre all'epoca, quando si avevano altri nomi oltre a quello giudeo, questi erano di origine greca o romana. Invece, la Bibbia nella versione ufficiale CEI insegna che «Natanaele è l'apostolo Bartolomeo». La Catholic Encyclopedia spiega con molti ragionamenti quali ragioni inducano gli studiosi a identificare Bartolomeo e Natanaele:
- «Bartolomeo non è il nome proprio dell'Apostolo», in quanto è un patronimico;
- «il nome [di Bartolomeo] non è presente nel Quarto Vangelo, mentre Natanaele non è menzionato nei sinottici»;
- «il nome di Bartolomeo è associato a quello di Filippo negli elenchi di Matteo e Luca, e a fianco di questo in Marco, il che concorda con il fatto mostrato da San Giovanni che Filippo era amico di lunga data di Natanaele e lo condusse a Gesù»;
- «la chiamata di Natanaele, menzionata con la chiamata di parecchi Apostoli, pare che lo designi all'apostolato, specialmente poiché la narrazione piuttosto completa e bellissima induce ad attendersi sviluppi importanti»;
- «Natanaele era della Galilea, ove Gesù trovò molti dei Dodici, se non tutti»;
- «nell'occasione dell'apparizione del Salvatore risorto sulle rive del Lago di Tiberiade, Natanaele è presente, insieme con parecchi apostoli che sono nominati e con due Discepoli anonimi, che erano, quasi certamente, altri Apostoli (la parola "apostolo" non compare nel Quarto Vangelo e "discepolo" di Gesù ordinariamente significa "Apostolo") e così, presumibilmente, era uno dei Dodici.»[40]

| Posizione | Immagine | Nome                | Sepoltura                                                                                            | Attributi |
| --------- | -------- | ------------------- | --- | --- |
| 1         |          | Pietro              | Roma, nella basilica di San Pietro                                                                   | chiavi, tonsura, capelli crespi e bianchi, barba bianca e corta, gallo, croce capovolta, talvolta vestito da papa. La veste, soprattutto nel medioevo, è solitamente gialla.                                                    |
| 2         |          | Giovanni            | Efeso                                                                                                | libro, aquila, calice con serpenti; può avere sia aspetto giovanile e imberbe (come apostolo vicino a Gesù) o vecchio e con la barba bianca (come evangelista). La veste, soprattutto nel medioevo, è solitamente rossa o rosa. |
| 3         |          | Giacomo il Maggiore | Santiago di Compostela                                                                               | cappello e bastone da pellegrino, capasanta, bisaccia; talvolta il libro e la spada; può apparire a cavallo mentre uccide un saraceno ("matamoros").                                                                            |
| 4         |          | Andrea              | Patrasso (basilica di Sant'Andrea), reliquie ad Amalfi e a Pienza                                    | croce di Sant'Andrea o croce normale; barba lunga e bianca; talvolta è con la rete e i pesci; la veste è spesso verde. |
| 5         |          | Filippo             | Hierapolis                                                                                           | croce; talvolta il drago |
| 6         |          | Tommaso             | Chennai (India), poi Ortona, nella cattedrale di San Tommaso Apostolo                                | squadra, lancia, cintura di Maria |
| 7         |          | Bartolomeo          | Benevento, basilica di San Bartolomeo Apostolo                                                       | coltello, a volte con la propria pelle sul braccio; in Spagna è spesso col demonio incatenato |
| 8         |          | Matteo              | Salerno, cattedrale                                                                                  | libro, angelo, alabarda |
| 9         |          | Giacomo il Minore   | Roma insieme a Filippo nella basilica dei XII Apostoli o Gerusalemme nella cattedrale di San Giacomo | bastone |
| 10        |          | Simone il Cananeo   | Roma insieme a Giuda Taddeo nella basilica di San Pietro - secondo altri a Lanciano                  | sega |
| 11        |          | Giuda Taddeo        | Roma insieme a Simone lo Zelota nella basilica di San Pietro - secondo altri a Lanciano              | lancia |
| 12        |          | Mattia              | Padova, nella basilica di Santa Giustina, vicino all'evangelista Luca                                | spada o accetta |

## Caratteristiche degli apostoli
Nove apostoli erano sicuramente galilei; in quanto Giuda, Tommaso e Simone lo Zelota, potrebbero essere stati giudei (vedi l'etimologia di "Giuda Iscariota"). Tommaso era originario di Rama, quindi sicuramente Giudeo; Forse anche Simone lo Zelota era Giudeo. Probabilmente originario di Betania come Lazzaro, Marta e Maria Maddalena. In Matteo 26,6 e Marco 14,3 viene detto che Gesù si trovava a casa di Simone il lebbroso, ovviamente guarito precedentemente da Gesù e poi diventato suo discepolo e apostolo.
Dopo la resurrezione e l'ascensione di Gesù, e la morte di Giuda Iscariota, gli undici apostoli restanti si riunirono e, dopo aver pregato Dio e fatto un sorteggio col purìm, nominarono Mattia completando nuovamente il numero di dodici.
Nel Nuovo Testamento sono citati anche altri uomini che agirono come apostoli oltre ai Dodici. Il più noto è certamente Paolo di Tarso, la cui autorità apostolica fu talvolta contestata dagli altri apostoli; con lui, anche Barnaba viene ricordato negli Atti con la qualifica di apostolo (... quod ubi audierunt apostoli Barnabas et Paulus conscissis tunicis suis exilierunt in turbas clamantes, 14,14).
Altre figure neotestamentarie con la qualifica di apostolo sono Andronico e Giunia (Romani 16,7), quest'ultima una donna.
In senso proprio, il ministero e la funzione dell'apostolo (come quello dei profeti) è limitato, dopo la chiusura del canone della Bibbia, soltanto alle persone specificatamente designate come tali nel Nuovo Testamento e non è trasmissibile. La funzione dell'apostolo infatti è quella di essere stato testimone diretto della vita, morte e risurrezione di Cristo e quindi di riportarne autorevolmente l'insegnamento. Nel libro degli Atti degli apostoli, infatti, dovendo sostituire Giuda Iscariota nel numero degli apostoli, è scritto:
(Atti 1,21.22.25)
Saulo di Tarso (Paolo), costituisce un'eccezione a tale principio. Benché non facesse parte del numero originale degli apostoli, anche a lui apparve risorto Gesù.
La comunione dei cristiani di epoche successive con gli apostoli è legata e definita alla fedeltà al loro insegnamento (Galati 1,9; 1 Corinzi 15,1.2).
La Chiesa cattolica, quella ortodossa, le chiese orientali e alcune altre chiese considerano i vescovi i successori degli apostoli, in quanto sono consacrati (ordinati) da altri vescovi che, a loro volta, avevano ricevuto la consacrazione da altri vescovi fino a risalire agli apostoli.

### Compiti dei Dodici
I Dodici si distinguevano dai discepoli perché avevano il compito di operare le guarigioni (Matteo 10,7, Matteo 28,19), celebrare l'Eucaristia (Luca 22,19-20), battezzare (Matteo 28,19, Marco 16,16), rimettere o ritenere i peccati (Giovanni 20,22-23).

## Apostoli e fratelli di Gesù
Sulla base di alcuni passi dei testi a noi pervenuti riguardo a Gesù Cristo, una parte degli studiosi ha ipotizzato che avesse dei fratelli, di cui vengono riportati i nomi Giacomo, Giuseppe, Simone e Giuda (Taddeo). Secondo i cattolici - a differenza ad esempio dei protestanti - non si tratterebbe di fratelli, come si intende ora, in quanto Maria, la Madre di Gesù, non ebbe altre gravidanze; sarebbero invece dei cugini primi di Gesù, figli di Alfeo, fratello di S. Giuseppe, e di Maria di Cleofa, sua moglie. In ebraico il termine fratello è usato anche per i cugini. Giuda, non è altri che il discepolo Giuda Taddeo, uno dei Dodici.
Secondo la tradizione delle chiese cristiane questi non sono identificati con gli apostoli che hanno lo stesso nome ma con persone diverse, in particolare Giacomo sarebbe Giacomo il Giusto. Alcuni studiosi ritengono invece che alcuni degli apostoli, ossia Giuda Taddeo e Giacomo il minore fossero fratelli-cugini di Gesù, vedi sopra, tenendo sempre presente il significato di fratello nel popolo ebraico del I secolo a.C., termine con il quale si annoverano anche i soggetti appartenenti al medesimo clan familiare.

## Destinazione degli apostoli
Dopo l'Ascensione di Gesù al cielo in corpo, anima e spirito, i dodici apostoli si stabilirono a Gerusalemme, dove costituirono il nucleo centrale della nascente comunità cristiana; attorno ad essi si radunarono i seguaci di Gesù, formando la Chiesa di Gerusalemme. Dopo avere iniziato la loro predicazione in Giudea, in seguito gli apostoli si suddivisero il compito di annunciare il Vangelo nel mondo allora conosciuto, nel modo seguente:
- Pietro: Antiochia e zone limitrofe. Roma intorno al 43 d.C.;
- Paolo: Arabia, Asia Minore, Macedonia, Grecia, e infine Roma;
- Barnaba: Antiochia, Cipro, Asia Minore, Roma, Milano;
- Tommaso: ai Parti, e nelle Indie orientali;
- Giovanni apostolo ed evangelista: Asia minore         (Efeso, Patmo);
- Andrea: Sciti, martire a Patrasso; secondo la tradizione ortodossa fu vescovo di Costantinopoli;
- Filippo: Asia Maggiore;
- Bartolomeo: Armenia, martire scorticato vivo;
- Matteo: Etiopia, martire in Persia;
- Giacomo il Maggiore: Giudea, e - secondo la tradizione - Spagna;
- Giacomo il Minore: Gerusalemme, città di cui è il primo vescovo;
- Giuda Taddeo insieme a Simone lo Zelota: Arabia, Mesopotamia, Armenia;
- Simone il Cananeo insieme a Giuda Taddeo: Arabia, Mesopotamia, Armenia;
- Mattia: Etiopia.

Entro trent'anni dalla prima predicazione di Pietro a Gerusalemme, con la partenza degli apostoli Gesù Cristo ebbe adoratori in tutta la terra abitata a quel tempo.

## Luoghi di sepoltura e reliquie
Le tombe e reliquie degli apostoli si trovano in edifici di culto sparsi nel mondo, molte delle quali in Italia:
- Pietro: Basilica di San Pietro in Vaticano[57];
- Andrea: Basilica di Sant'Andrea Apostolo a Patrasso (Grecia);
- Giacomo il Maggiore (figlio di Zebedeo): Santiago di Compostela in Galizia (Spagna)[58];
- Giovanni Apostolo ed Evangelista: Basilica di san Giovanni in Efeso (Turchia) e Basilica di San Giovanni in Laterano a Roma (Italia);
- Filippo: Basilica dei Santi XII apostoli a Roma (Italia) e Ierapoli, vicino a Denizli (Turchia);
- Bartolomeo: Duomo di Benevento (Italia);
- Matteo: Cattedrale di Salerno (Italia);
- Giacomo il Minore (figlio di Alfeo): Cattedrale di San Giacomo a Gerusalemme (Israele) e Basilica dei Santi XII Apostoli a Roma (Italia);
- Tommaso: Basilica di San Tommaso Apostolo a Ortona (Italia) e Basilica di San Tommaso a Madras (India);
- Simone: nella Basilica di san Pietro a Roma (Italia), sotto l'altare di San Giuseppe con san Giuda;
- Giuda Taddeo: nella Basilica di san Pietro a Roma (Italia), sotto l'altare di san Giuseppe e Simone[Nota 4]
- Mattia: Basilica di Santa Giustina a Padova (Italia) e/o nella Basilica di San Mattia a Treviri (nel Land tedesco della Renania-Palatinato);
- Paolo: Basilica di San Paolo fuori le mura a Roma (Italia);
- Barnaba: Chiesa parrocchiale di Endenna a Zogno (Italia);
- Giuda Iscariota: Akeldamà, nei pressi della Valle di Hinnom (Geenna), a Gerusalemme (Israele).

## Altri usi del termine
Modernamente il termine "apostolo" si applica anche ai missionari notabili, che predicavano al di fuori del loro luogo di origine. Tra questi: San José de Anchieta (Apostolo del Brasile), San Francesco Saverio (Apostolo delle Indie), San Pietro de Betancur (Apostolo del Guatemala) e San Patrizio (Apostolo d'Irlanda).
Annotazione a parte per Maria Maddalena, chiamata in molti casi "Apostola degli apostoli", in quanto la prima a vedere Gesù risorto e la prima a portare l'annuncio agli 11.

## Gli apostoli nell'islam
La religione islamica considera Gesù uno dei più grandi profeti, e nel mondo islamico sono molto diffuse le narrazioni della sua vita e delle sue opere. Anche l'islam, quindi, riconosce gli apostoli (in arabo ḥawāriyyūn). Una lista, riportata nel racconto sulla vita di Gesù di al-Tha'labi, li elenca in quest'ordine e con queste denominazioni:
- Simone al-Ṣafā ("il Puro"), detto Pietro,
- suo fratello Andrea,
- Giacobbe, il figlio di Zebedeo,
- Giovanni, suo fratello,
- Filippo
- Bartolomeo
- Tommaso
- Matteo il pubblicano,
- Giacobbe il figlio di Ḥalfā,
- Labbā detto Taddeo,
- Simone al-Qānawī,
- Giuda l'Iscariota.

La stessa fonte ricorda anche le località in cui essi si diressero per diffondere la loro predicazione: Pietro a Roma; Andrea e Matteo nella "terra dei cannibali"; Tommaso e Labbā ad oriente; Filippo e Giuda a Qayrawan e nella provincia Africa; Giovanni a Efeso, "la città di quelli della caverna"; i due Giacobbe a Gerusalemme e in Palestina; Bartolomeo in Arabia ed in particolare in Hijaz; Simone nella terra dei Berberi.
In queste narrazioni, per analogia, anche al Profeta Maometto vengono attribuiti 12 apostoli, che nella stessa fonte sono elencati così:
- Abū Bakr
- ʿUmar
- ʿUthmān
- ʿAlī
- Ḥamza
- Ǧaʿfar
- Abū ʿUbayda b. al-Ǧarrāḥ
- ʿUthmān b. Maẓ'ūn
- ʿAbd al-Rahmān b. ʿAwf
- Saʿd b. Abī Waqqās
- Talḥa b. ʿUbayd Allāh
- al-Zubayr b. al-ʿAwwām

Come si può vedere, questa lista si avvicina a quella dei Dieci Benedetti, che costituiscono un'altra classificazione dei discepoli più vicini a Maometto.

### Riferimenti
1. 1 2   Santo Mattia, in Treccani.it – Enciclopedie on line, Roma, Istituto dell'Enciclopedia Italiana. URL consultato il 27 maggio 2016.
2. ↑   Gal 2,8, su La Parola - La Sacra Bibbia in italiano in Internet.
3. ↑   Mc1,14-20; Mt4,12-22; Lc5,1-11, su laparola.net.
4. ↑   Gv 1,35-51, su laparola.net..
5. ↑  Corrado Augias e Mauro Pesce, Inchiesta su Gesù, Mondadori, 2011, p. 45, ISBN 978-88-04-57132-2; Bart D. Ehrman, Gesù è davvero esistito? Un'inchiesta storica, Mondadori, 2013, p. 324, ISBN 978-88-04-63232-0.
6. ↑  Filippo Vecchio, Ascoltiamo Gesù, Rubbettino, 2004, p. 24-26
7. ↑  Mt  Mt 10,3, su laparola.net.; Mc  Mc 3,18, su laparola.net.; Lc  Lc 6,15, su laparola.net.
8. ↑  Gv  Gv 1,43-47, su laparola.net.
9. ↑   Differenze col rabbinismo, su scuoladiformazioneteologica.it. URL consultato il 18 giugno 2024 (archiviato dall'url originale il 18 giugno 2024).
10. ↑   Gv 15,16, su La Parola - La Sacra Bibbia in italiano in Internet.
11. ↑   Mt 10,37-42, su La Parola - La Sacra Bibbia in italiano in Internet.
12. ↑  AA.VV., Nuovo dizionario di teologia biblica, Edizioni Paoline, 1988, pp. 106-123
13. ↑  At  At 1,21-26, su laparola.net.
14. ↑   At 1,21-22, su La Parola - La Sacra Bibbia in italiano in Internet.
15. ↑   Gv 1,42, su La Parola - La Sacra Bibbia in italiano in Internet.
16. ↑   Gv 1,44;6,68;13,6-9;13,24;13,36-37, su La Parola - La Sacra Bibbia in italiano in Internet.
17. ↑   Gv 18,10-27, su La Parola - La Sacra Bibbia in italiano in Internet.
18. ↑   Gv 20,1-10, su La Parola - La Sacra Bibbia in italiano in Internet.
19. ↑   Gv 21, su La Parola - La Sacra Bibbia in italiano in Internet.
20. ↑   Gv 1,40;6,8, su La Parola - La Sacra Bibbia in italiano in Internet.
21. ↑   Gv 1,42-44;6,8;6,68;13,6-9;13,24;13,36-37;20,1-10;21, su La Parola - La Sacra Bibbia in italiano in Internet.
22. ↑   Gv 1,40;6,8, su La Parola - La Sacra Bibbia in italiano in Internet.
23. ↑   Gv 1,43-49;6,5-7;12,21-22;14,8-9, su La Parola - La Sacra Bibbia in italiano in Internet.
24. ↑   Gv 11,16;20,24;21,2, su La Parola - La Sacra Bibbia in italiano in Internet.
25. ↑   Gv 6,70-71;12,4;13,2;13,26, su La Parola - La Sacra Bibbia in italiano in Internet.
26. ↑   Gv 1,45-49;21,2, su La Parola - La Sacra Bibbia in italiano in Internet.
27. ↑   Gv 13,23-25;21,20-22, su La Parola - La Sacra Bibbia in italiano in Internet.
28. ↑   Gv 14,22, su La Parola - La Sacra Bibbia in italiano in Internet.
29. ↑   Lc 6,14-16, su La Parola - La Sacra Bibbia in italiano in Internet.
30. ↑   Mc 3,16-19, su La Parola - La Sacra Bibbia in italiano in Internet.
31. ↑   Mt 10,2-4, su La Parola - La Sacra Bibbia in italiano in Internet.
32. ↑   At 1,13, su La Parola - La Sacra Bibbia in italiano in Internet.
33. ↑  Raymond E. Brown, Joseph A. Fitzmyer, Roland E. Murphy, Nuovo Grande Commentario Biblico, Queriniana, 2002, p. 905, ISBN 88-399-0054-3.
34. ↑  Bart Ehrman, Jesus apocalyptic prophet of the new millennium, Oxford University Press, 1999, pp. 186-187, ISBN 978-0-19-512474-3.
35. ↑  Adriana Destro e Mauro Pesce, La morte di Gesù, Rizzoli, 2014, p. 41, ISBN 978-88-17-07429-2.
36. ↑   Gv1,45, su laparola.net..
37. ↑   Mt10,3, su laparola.net..
38. ↑  Bibbia TOB, Nuovo Testamento Vol.3, Elle Di Ci Leumann, 1976, pp. 70, 300.
39. ↑  Bibba CEI, UELCI, 1996, p. 1060, nota a Gv 1,45
40. ↑  (EN) St. Bartholomew, in Catholic Encyclopedia, New York, Encyclopedia Press, 1913.
41. ↑   NULL, Così ho scoperto la tomba di San Filippo, su ZENIT - Italiano, 30 aprile 2012. URL consultato il 5 maggio 2019.
42. ↑   Fernando Gentilini, Gerusalemme armena, i manoscritti che salvarono il mondo, 11 giugno 2017. URL consultato il 24 novembre 2017.
43. ↑   At 14,14, su La Parola - La Sacra Bibbia in italiano in Internet.
44. ↑   Romani 16,7, su La Parola - La Sacra Bibbia in italiano in Internet.
45. ↑   At 1,21.22.25, su La Parola - La Sacra Bibbia in italiano in Internet.
46. ↑   Gal 1,9, su La Parola - La Sacra Bibbia in italiano in Internet.
47. ↑   1Cor 15,1.2, su La Parola - La Sacra Bibbia in italiano in Internet.
48. ↑   Mt 10,7, su La Parola - La Sacra Bibbia in italiano in Internet.
49. ↑   Mt 28,19, su La Parola - La Sacra Bibbia in italiano in Internet.
50. ↑   Lc 22,19-20, su La Parola - La Sacra Bibbia in italiano in Internet.
51. ↑   Mt 28,19, su La Parola - La Sacra Bibbia in italiano in Internet.
52. ↑   Mc 16,16, su La Parola - La Sacra Bibbia in italiano in Internet.
53. ↑   Gv 20,22-23, su La Parola - La Sacra Bibbia in italiano in Internet.
54. 1 2   G. Bosco, Storia ecclesiastica ad uso della gioventù utile ad ogni grado di persone, Torino, Libreria Salesiana Editore, 1904,  p. 32. URL consultato il 4 novembre 2018 (archiviato il 4 novembre 2018)., con l'approvazione del card. Lorenzo Gastaldi, arcivescovo di Torino
55. ↑   Matteo 16,13-20, su laparola.net.
56. ↑   Luoghi dei santi apostoli, su saintsinrome.com.
57. ↑   L. Mezzadri, Gli Scavi Di San Pietro, in Divus Thomas, vol. 70, n. 1/2, 1967,  pp. 212-216. URL consultato l'8 gennaio 2024.
58. ↑  (EN) John Williams, 14 The Tomb of St. James Coming to Terms with History and Tradition (XML), Brill, 1º gennaio 2015,  pp. 543-572, ISBN 978-90-04-28860-7. URL consultato l'8 gennaio 2024.
59. ↑  Si veda Roberto Tottoli, Vita di Gesù secondo le tradizioni islamiche, Palermo, Sellerio, 2000 ISBN 88-389-1587-3, pp. 83-84.
60. ↑  Ibidem, p. 124.